# Botxí cuallarg
El botxí cuallarg (Lanius cabanisi) és un ocell de la família dels lànids (Laniidae).

## Hàbitat i distribució
Habita zones amb matolls espinosos del sud-est de Somàlia, a l'ample del centre i sud-est de Kenya fins al nord-est de Tanzània.